# علم باراغواي
أعتمد علم جمهورية باراغواي رسمياً في 25 تشرين الثاني - نوفمبر من سنة 1842 ويتكون العلم الباراغواياني من ثلاثة ألوان أفقية تشبه ألوان علم هولندا وهي الأحمر والأبيض والأزرق ويوجد في منتصف العلم عند الشريط الأبيض شعار باراغواي حيث يتكون من نجمة خماسية باللون الأصفر محاطة بإكليل من غصن الزيتون وسعف النخيل باللون الأخضر حيث كُتب على شعار النبالة باللغة الإسبانية عبارة "REPÚBLICA DEL PARAGUAY" وتعني حرفياً "جمهورية باراغواي".
يعتبر علم باراغواي غير عادياً لأنه يختلف على وجهه وعكسه: تظهر الصورة الوجهية للعلم شعار النبالة الوطني بينما تظهر الصورة العكسية ختم الخزانة، ويعد علم باراغواي واحداً من ثلاثة أعلام وطنية فقط في جميع أنحاء العالم تحمل هذه الميزة، والآخران هما علم مولدوفا وعلم السعودية.

## أعلام تاريخية

العلم الاستعماري لباراغواي الإسبانية مابين عامي 1506-1785
العلم الاستعماري لباراغواي الإسبانية مابين عامي 1785-1811
علم باراغواي مابين عامي 1811-1812
علم باراغواي مابين عامي 1812-1826
علم باراغواي مابين عامي 1826-1842
علم باراغواي الوجهي مابين عامي 1842-1990
علم باراغواي العكسي مابين عامي 1842-1990
علم باراغواي الوجهي مابين عامي 1990-2013
علم باراغواي العكسي مابين عامي 1990-2013

## أعلام مشابهة

علم هولندا
علم لوكسمبورغ
علم صربيا والجبل الأسود
علم كرواتيا
علم تشيلي السابق (1817-1818)
علم لوس ألتوس
علم القرم